# Fenster Post Tenebras Lux

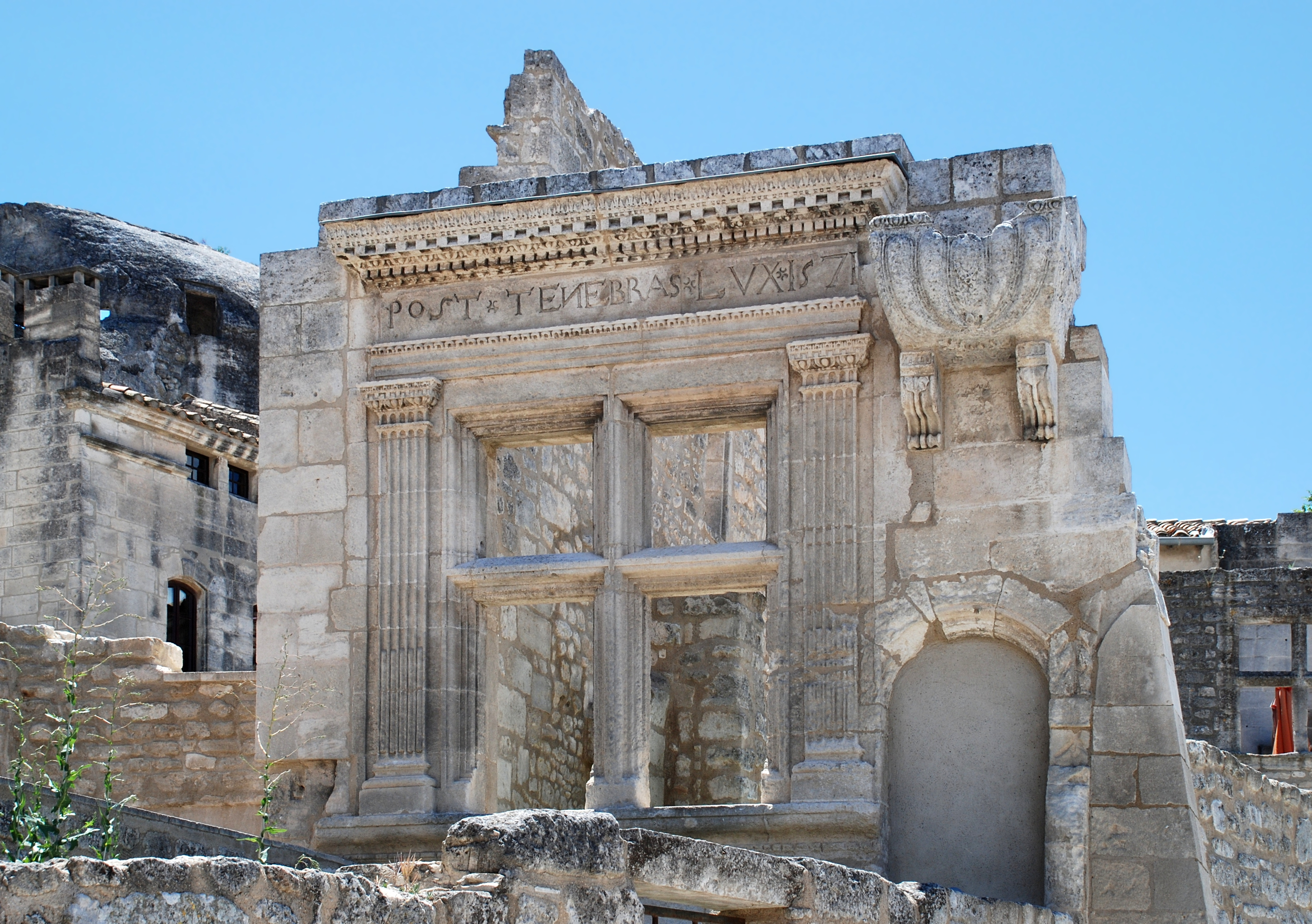
Fenster Post Tenebras Lux

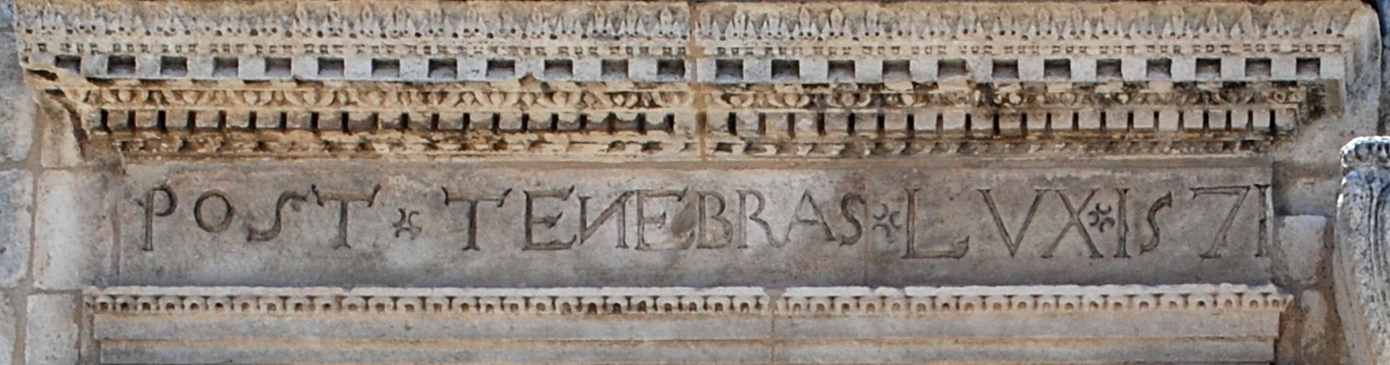
Inschrift «Post Tenebras Lux»

Das Fenster «Post Tenebras Lux» in Les Baux, einer französischen Gemeinde im Département Bouches-du-Rhône in der Region Provence-Alpes-Côte d’Azur, ist der Rest eines Gebäudes der Renaissancezeit. Er ist seit 1905 ein geschütztes Baudenkmal (Monument historique).

## Geschichte
Der lateinische Spruch Post tenebras lux („Nach der Finsternis das Licht“) über dem Fenster ist eine vom Calvinismus übernommene biblische Devise. Vermutlich diente das Gebäude als Kirche der starken protestantischen Gemeinde in Les Baux. Neben dem Spruch ist die Jahreszahl 1571 eingraviert.

## Architektur
Dieses Steinkreuzfenster ist der einzige Rest eines ehemals prächtigen Gebäudes und ein Beispiel der frühen Renaissance in der Provence. Das Fenster ist von einem skulptierten Dekor umgeben, der von der Antike inspiriert ist. Rechts und links sind kannelierte Pilaster mit einfach gestalteten Kapitellen. Den oberen Abschluss bildet ein Architrav mit einem Fries.  